# Liste der Kulturdenkmale in Bissen
In der Liste der Kulturdenkmale in Bissen sind alle Kulturdenkmale der luxemburgischen Gemeinde Bissen aufgeführt (Stand: 15. Juli 2025).
| Bild                                     | Bezeichnung                              | Lage                         | Beschreibung                                            | Stufe | Eingetragen seit   |
| ---------------------------------------- | ---------------------------------------- | ---------------------------- | ------------------------------------------------------- | ----- | ------------------ |
| Weitere Bilder                           | Orgel der Pfarrkirche                    | (Karte)                      | 1891 durch die Gebrüder Müller aus Reifferscheid erbaut | PCN   | 7. Dezember 2001   |
| Weitere Bilder                           | Bahnhof Bissen                           | rue de la Gare (Karte)       | an der Bahnstrecke Petingen–Ettelbrück                  | PCN   | 2. Dezember 2011   |
| Weitere Bilder                           | Pfarrkirche St-Étienne                   | route de Mersch (Karte)      |                                                         | PCN   | 20. März 2019      |
| Bauernhof „a Kréisch“                    | Bauernhof „a Kréisch“                    | 4-6, rue de Reckange (Karte) |                                                         | PCN   | 26. Juni 2023      |
|                                          | Gebäude                                  | 2, route de Colmar (Karte)   |                                                         | PCN   | 14. April 2025     |
| Weitere Bilder                           | Gebäude                                  | 1, rue des Moulins (Karte)   | Gemeindeverwaltung                                      | PCN   | 6. Mai 2025        |
| vier Wandgemälde im Chor der Pfarrkirche | vier Wandgemälde im Chor der Pfarrkirche | (Karte)                      |                                                         | IS    | 11. September 1987 |
| Wohnhaus mit Scheune                     | Wohnhaus mit Scheune                     | 6, rue de Reckange (Karte)   |                                                         | IS    | 8. November 2017   |

Legende: PCN – Immeubles et objets bénéficiant des effets de classement comme patrimoine culturel national; IS – Immeubles et objets inscrits à l’inventaire supplémentaire

## Quelle
- Liste des immeubles et objets beneficiant d’une protection nationales, Nationales Institut für das gebaute Erbe, Fassung vom 12. September 2022, S. 11 (PDF)

- Karte mit allen Koordinaten:
- OSM |
- WikiMap

Bad Mondorf |
Bartringen |
Bauschleiden |
Bech |
Beckerich |
Befort |
Berdorf |
Bettemburg |
Bettendorf |
Betzdorf |
Bissen |
Biwer |
Burscheid |
Bous-Waldbredimus |
Clerf |
Colmar-Berg |
Consdorf |
Contern |
Dalheim |
Diekirch |
Differdingen |
Dippach |
Düdelingen |
Echternach |
Ell |
Ernztalgemeinde |
Erpeldingen an der Sauer |
Esch an der Alzette |
Esch an der Sauer |
Ettelbrück |
Fels |
Feulen |
Fischbach |
Flaxweiler |
Frisingen |
Garnich |
Goesdorf |
Grevenmacher |
Grosbous-Wahl |
Habscht |
Heffingen |
Helperknapp |
Hesperingen |
Junglinster |
Käerjeng |
Kayl |
Kehlen |
Kiischpelt |
Koerich |
Kopstal |
Lenningen |
Leudelingen |
Lintgen |
Lorentzweiler |
Luxemburg |
Mamer |
Manternach |
Mersch |
Mertert |
Mertzig |
Monnerich |
Niederanven |
Nommern |
Parc Hosingen |
Petingen |
Préizerdaul |
Pütscheid |
Rambruch |
Reckingen/Mess |
Redingen/Attert |
Reisdorf |
Remich |
Roeser |
Rosport-Mompach |
Rümelingen |
Saeul |
Sandweiler |
Sassenheim |
Schengen |
Schieren |
Schifflingen |
Schüttringen |
Stadtbredimus |
Stauseegemeinde |
Steinfort |
Steinsel |
Strassen |
Tandel |
Ulflingen |
Useldingen |
Vianden |
Vichten |
Waldbillig |
Walferdingen |
Weiler zum Turm |
Weiswampach |
Wiltz |
Winseler |
Wintger |
Wormeldingen